# Вулиця Панепістиміу
Вулиця Панепістиміу (грец. Οδός Πανεπιστημίου) — одна з центральних вулиць Афін. Дослівно назва вулиці перекладається як Вулиця Університетська, названа за Афінським університетом, його головний історичний корпус розташований за адресою Панепістиміу, 30. Простягається від проспекту Амаліас до площі Синтагма, проспекту Васіліссіс Софіас та площі Омонія.

## Історія та загальні відомості
В 1980-х роках вулицю формально перейменували на проспект Елефтеріоса Венізелоса, однак і нині вона відома як Панепістиміу, ця назва використовується навіть в офіційних путівниках по Афінам.
Загальна довжина вулиці — 1,2 км. Вона має шість смуг, п'ять з яких призначені для руху автотранспорту і одна — тільки для руху транзитних автобусів. Більша частина вулиці прокладена по діагоналі з південного сходу на північний захід. Навпроти будівлі університету розташована станція Афінського метрополітену «Панепістиміо».

## Основні будівлі
- Банк Греції.

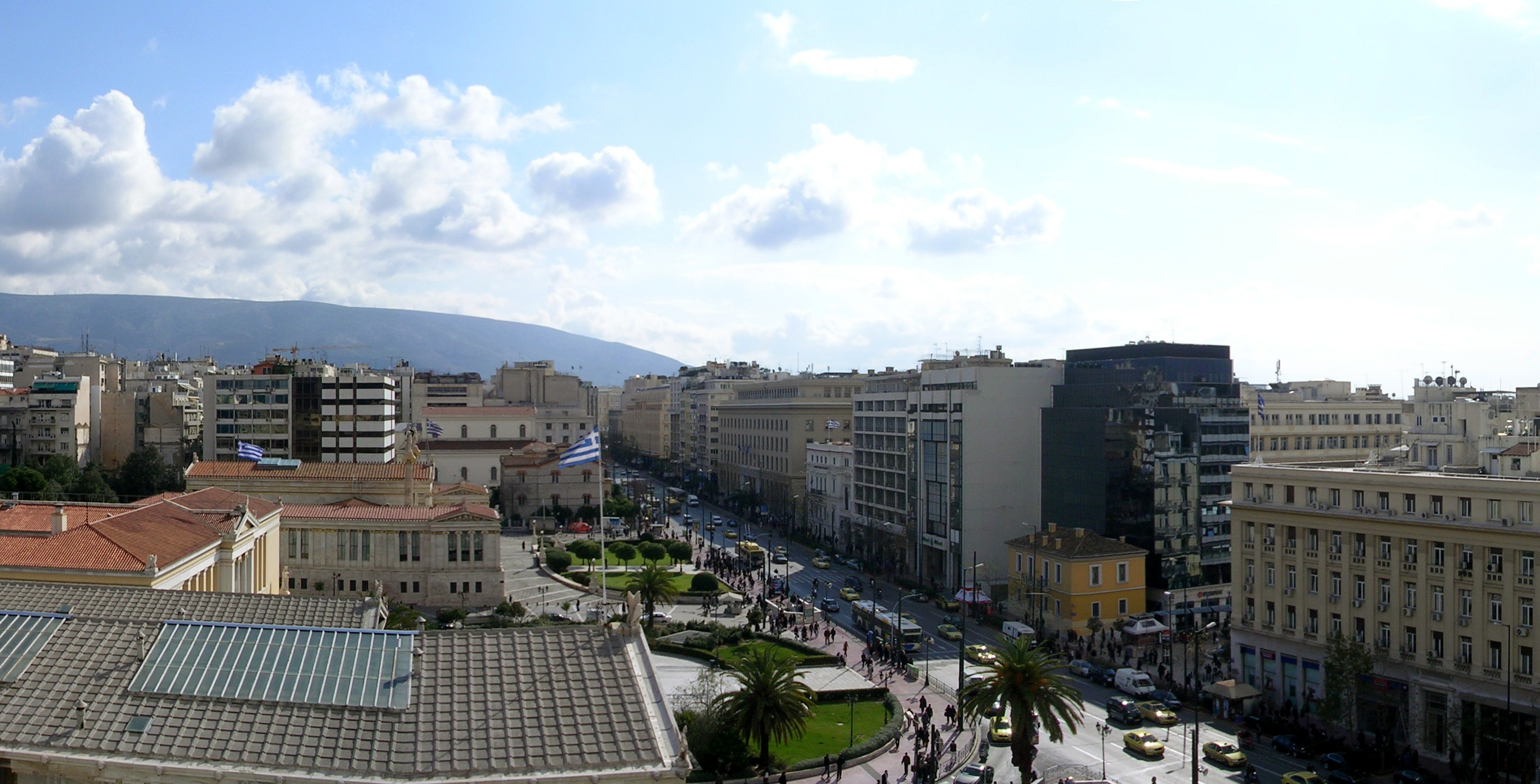
Панорама на вулицю Панепістиміу: ліворуч Афінський університет та Афінська академія

- Афінська трилогія: Афінська академія, Афінський університет та Національна бібліотека Греції.
- Музей історії Афінського університету.
- Афінський нумізматичний музей в будівлі Іліу Мелатрон.
- Державна Рада Греції.
- Готель «Титанія».
- Готель «Grande Bretagne».
- Універмаг «Аттика».
- Католицький собор в Афінах.
- Афінське археологічне товариство.